# Hansonský monoxyl

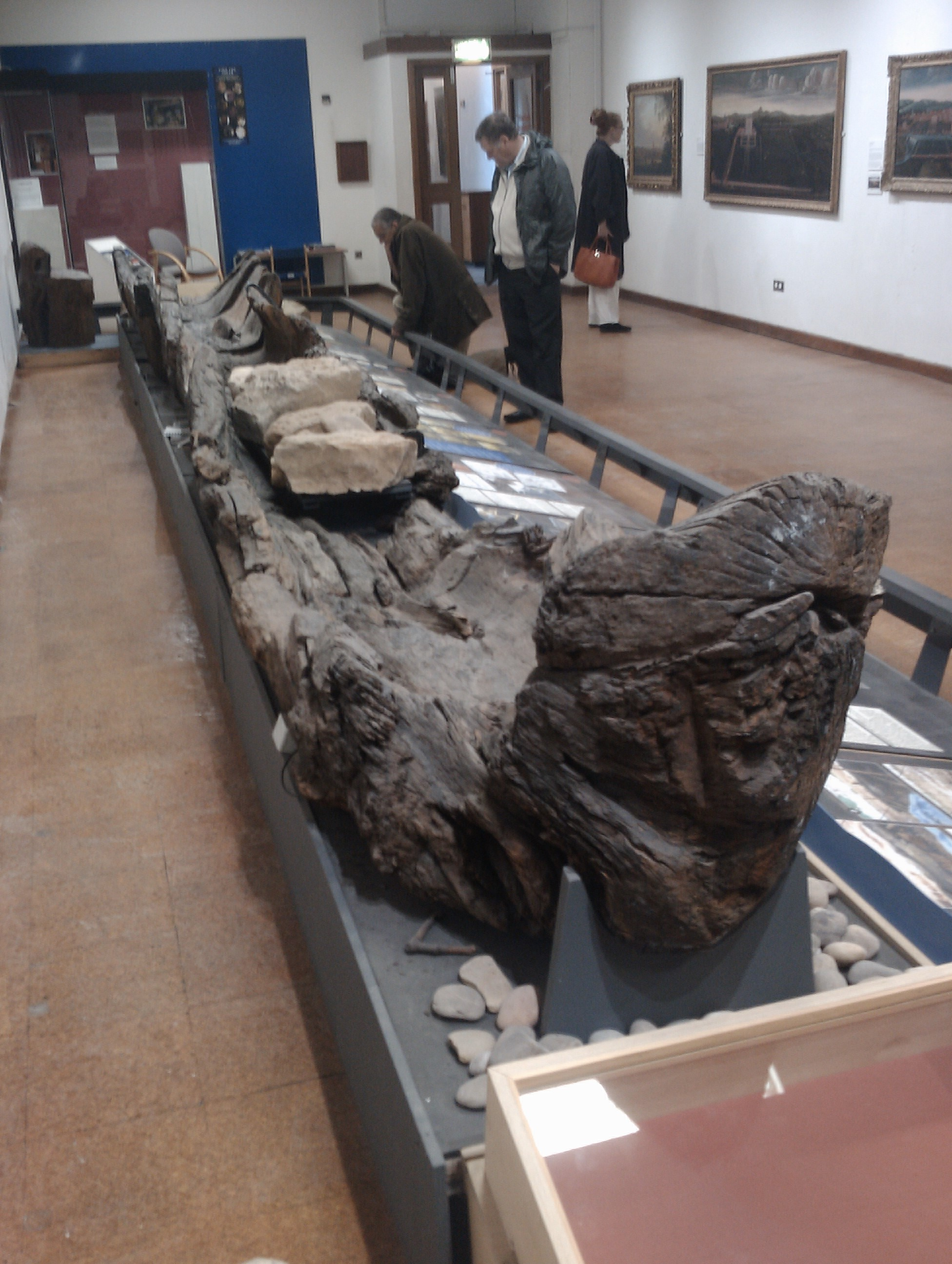
Hansonský monoxyl v Derbském muzeu

Hansonský monoxyl je loď z doby bronzové, která byla v roce 1998 nalezena v Hansonově štěrkovně v Shardlow, malé vesnici v anglickém hrabství Derbyshire. Nyní se monoxyl nachází v Muzeu a umělecké galerii města Derby.

## Popis
Loď se do dnešní doby dochovala téměř kompletní, ale než byl odhalen její význam, těžební stroje ji částečně poškodily. Vědci odhadují stáří monoxylu na 5500 let. Loď byla ale tak těžká, že musela být před transportem rozřezána na menší části. Hlavní příčinou její hmotnosti byla vlhkost, jež dřevo uchovala před hnitím. Po převozu byl monoxyl 18 měsíců ponořen v polyethylenglykolu. Tato látka pronikla do dřeva a zajistila jeho pevnost. Pak byla loď pomalu vysoušena Yorskou archeologickou společností. Uchování monoxylu stálo 119 000 liber.
Neobvyklé na objevu bylo i to, že loď stále obsahovala náklad pískovce z nedalekého lomu King's Mill. Předpokládá se, že pískovec byl určen pro zpevnění brodu přes řeku Trent. Ve štěrkovně byl kromě toho objeven ještě jeden monoxyl, ale ten byl z důvodu zachování znovu pohřben.